# 杉村欣次郎

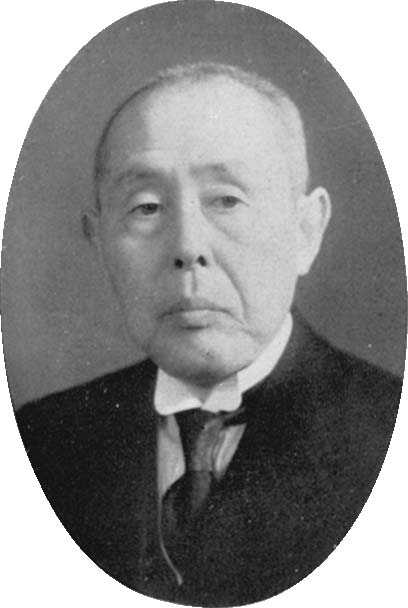
杉村欣次郎

杉村 欣次郎（すぎむら きんじろう、1889年（明治22年）5月16日 - 1981年（昭和56年）10月16日）は、日本の数学教育者。日本数学教育学会会長を務めた。

## 来歴
東京出身。杉村濬の二男、兄は外交官の杉村陽太郎。
1912年に東京帝国大学理科大学数学科を卒業した。
東京文理科大学教授となり、1948年に学長に就任した（1949年退任）。
正四位勲三等を贈られる。
息子は地震学者の杉村新。

## 著書
- 『輓近初等数学講座 第3巻 新修版 平面幾何』共立社、1932年
- 『平面立体解析幾何学』裳華房、1933年
- 『輓近高等数学講座 第5巻 新修版 射影幾何学』共立社、1936年
- 『立体幾何学』裳華房、1937年
- 『高等平面三角法』裳華房、1946年

### 編共著
- 『五桁常用対数表 附・対数表ノ誤差』（編） 裳華房、1932年
- 『詳解演習解析幾何学』（小林薫一と共著） 裳華房、1936年
- 『詳解演習三角法』（野原博と共著） 裳華房、1937年
- 『詳解演習微分学』（山村能久と共著） 裳華房、1938年
- 『詳解演習積分学』（山村能久・国枝涿治と共著）裳華房、1943年
- 『初等数学辞典』共編 岩崎書店、1956年
- 『数学教育講座』第1-2（共編） 吉野書房、1956ねｎ

## 関連文献
- 「名誉会長 故 杉村欣次郎先生を弔う」『日本数学教育学会誌』第63巻第11号、1981年11月、NAID 110003730893
- 「第6代会長 故杉村欣次郎先生を偲んで」『日本数学教育学会誌』第65巻第7号、1983年7月、NAID 110003728971

| 学職              | 学職                                   | 学職          |
| ----------------- | -------------------------------------- | ------------- |
| 先代 阿部八代太郎 | 日本数学教育会会長 1950年 - 1954年     | 次代 野村武衛 |
| その他の役職      |                                        |               |
| 先代 務台理作     | 財団法人桐朋学園理事長 1948年 - 1949年 | 次代 柴沼直   |
| 先代 務台理作     | 日本図書文化協会会長 1949年            | 次代 柴沼直   |